# Сигтуна
Сигту́на (або Зиґтуна) (швед. Sigtuna) — місто у центральній Швеції, у столичній конгломерації Стокгольма, на березі озера Меларен, зв'язаного протокою із Балтійським морем. Населення 38372 особи (2009).

## Історія
Місто було засноване, за різними джерелами, Еріком VI Переможним, або Улафом III Шетконунґом близько 1000 року. Археологічні відомості вказують, однак, що будівлі існували на місці міста набагато раніше.
В минулому — одне з найважливіших міст Швеції, політичний та релігійний центр в епоху ранньої християнізації, найбільший торговельний центр країни у XI — початку XII століть. У 990-их тут вперше у Швеції були викарбувані срібні монети, вони носили зображення короля Олафа Шетконунга.
12 серпня 1187 року, карели захопили Сигтуну. Убили архієпископа Уппсальського, і спустошили місто так, що воно вже не відновилось. Серед трофеїв, були срібна церковна брама, якими згодом прикрасили церкву у Новгороді.
У середньовіччя сім кам'яних церков\монастирів (англ. churche) були зведені у місті. Нині тут можна виявити руїни трьох церков: St. Per, St. Lars, St Olof.
Збереглась домініканська цегляна церква St. Maria, що датується серединою XIII століття.
У Сигтуні знаходиться школа-інтернат, у якій навчались, серед інших, король Швеції Карл XVI Густав і прем'єр-міністр Улоф Пальме.

## Руни

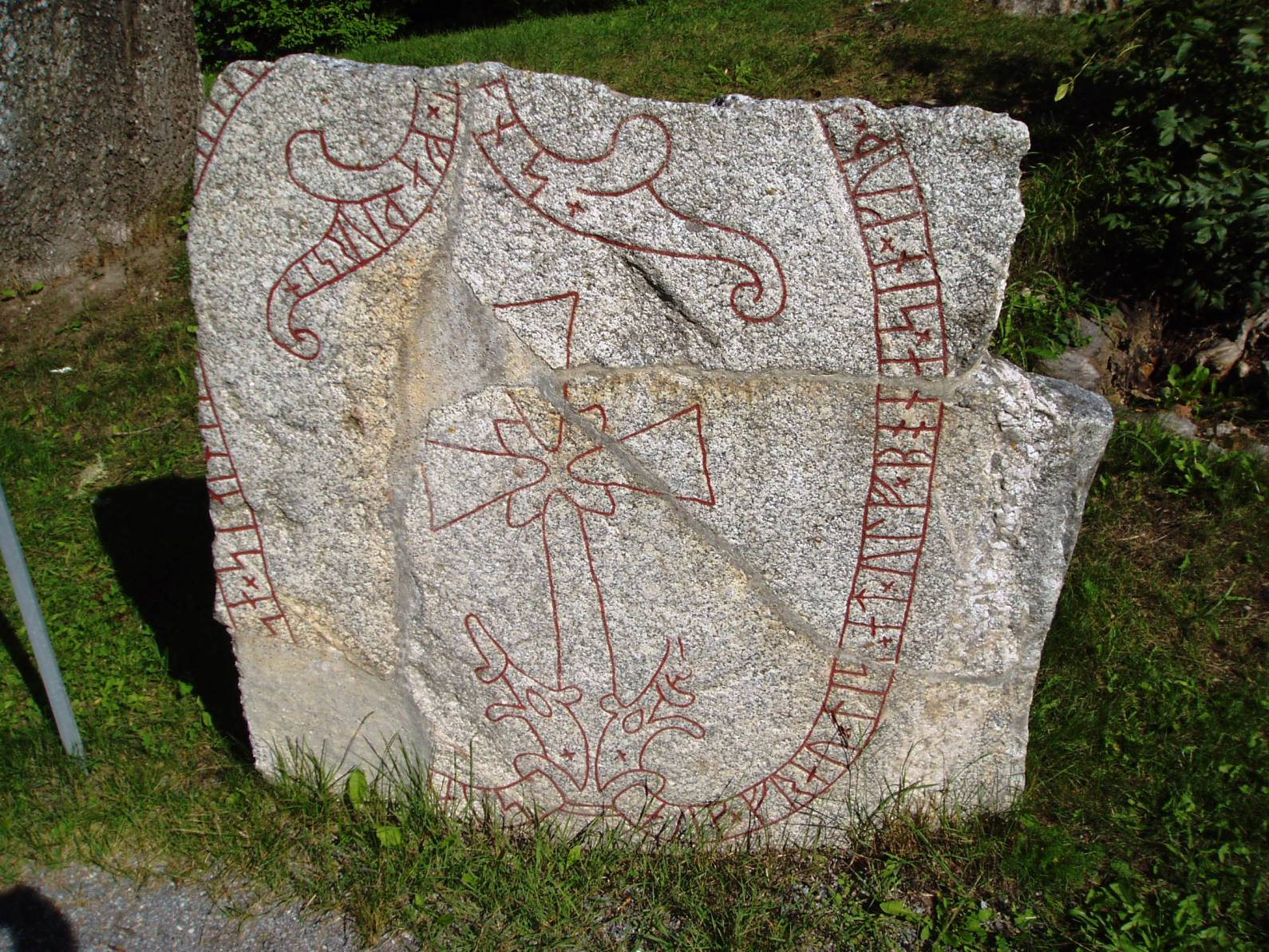
Фрагмент рунічного каменя у Сигтуні

У Сигтуні знаходиться більше рунічного каміння (понад 150), ніж у будь-якому іншому місті світу. Безпосередньо у місті знаходяться 15 рунічних монументів. Решта зі 150 рунічних каменів розташовуються в околицях міста. Каміння датується приблизно XI століттям.

## Відомі особистості
В поселенні народилась:
- Вікторія Толстой (* 1974) — шведська джазова співачка.

## Галерея

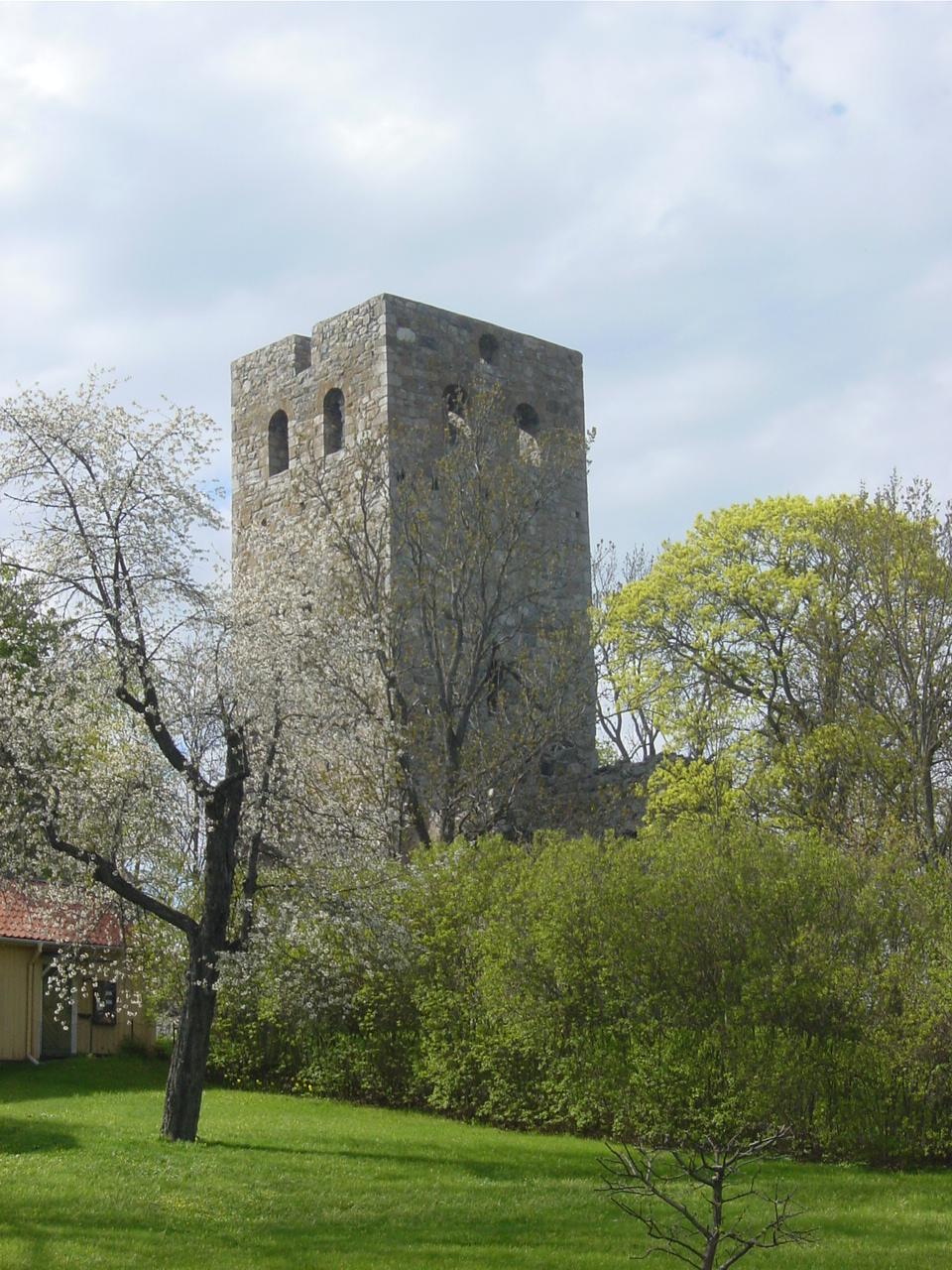
Руїни монастиря Святого Пера
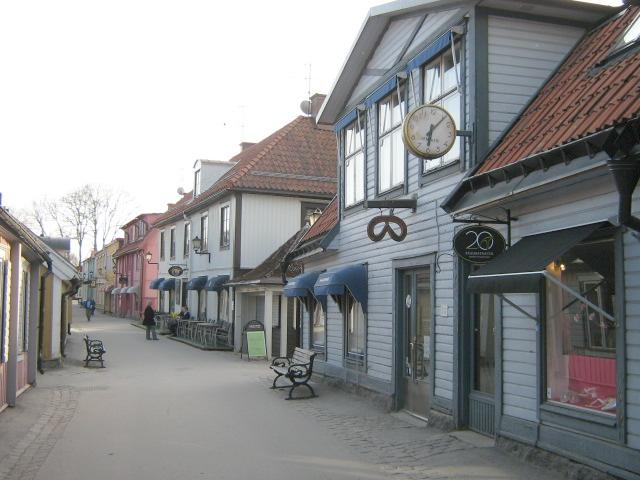
Вулиця у Сигтуні
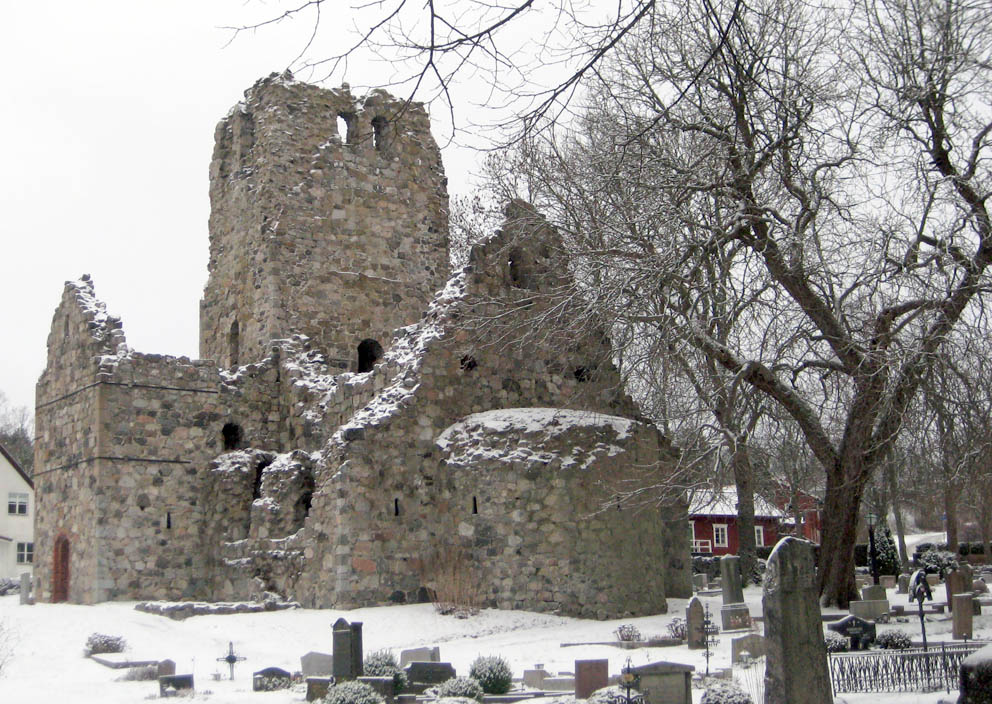
Руїни St. Olof.
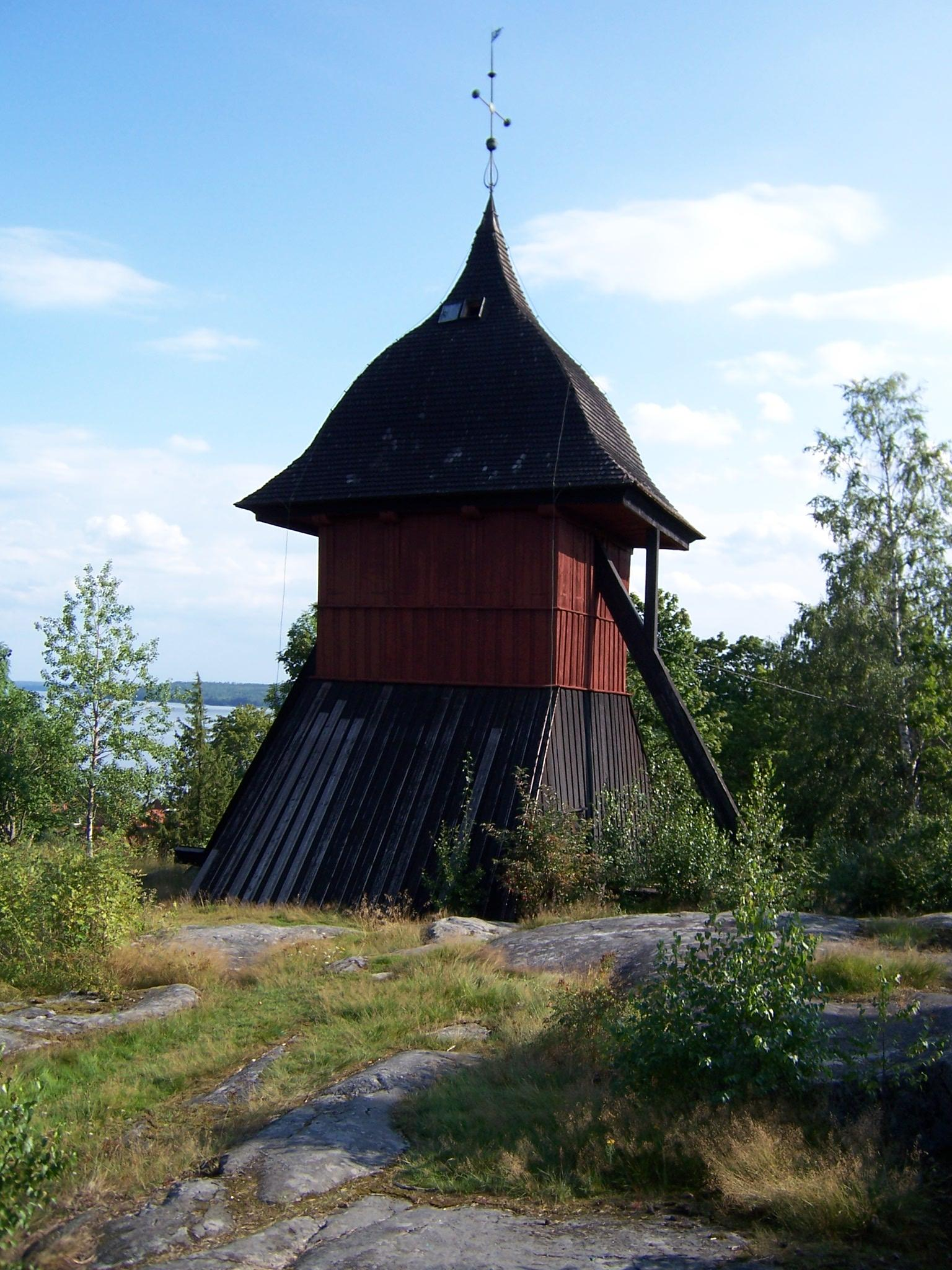
Clock tower — годинникова вежа на пагорбі.
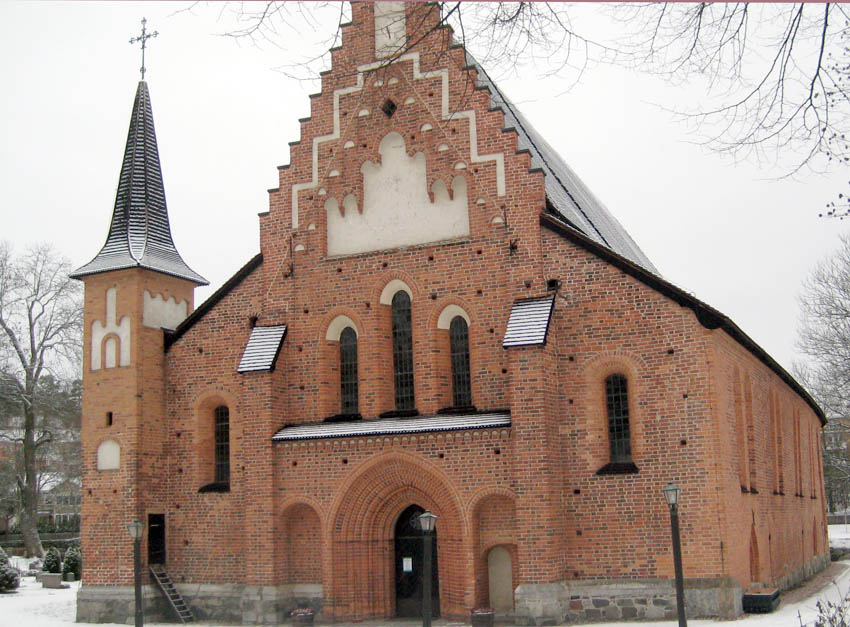
Цегляна кірха St. Maria (13 століття)

## Міста-побратими
- Раквере, Естонія